# Titularbistum Unizibira
Unizibira ist ein Titularbistum der römisch-katholischen Kirche.
Es geht zurück auf einen untergegangenen Bischofssitz in der gleichnamigen antiken Stadt, die in der römischen Provinz Byzacena (Sahelregion Tunesiens) lag.
| Titularbischöfe von Unizibira |                              |                                          |                   |                    |
| Nr.                           | Name                         | Amt                                      | von               | bis                |
| 1                             | Pius Bonaventura Dlamini FFJ | Weihbischof in Mariannhill (Südafrika)   | 14. Dezember 1967 | 13. September 1981 |
| 2                             | Rémy Victor Vancottem        | Weihbischof in Mecheln-Brüssel (Belgien) | 15. Februar 1982  | 31. Mai 2010       |
| 3                             | Agapitus Enuyehnyoh Nfon     | Weihbischof in Bamenda (Kamerun)         | 8. April 2011     | 15. März 2016      |
| 4                             | Luis Enrique Rojas Ruiz      | Weihbischof in Mérida (Venezuela)        | 19. Juni 2017     | 12. Juli 2023      |